# غويلفورد (فيرمونت)
غويلفورد (بالإنجليزية: Guilford, Vermont)‏ هي بلدة تقع بولاية فيرمونت في الولايات المتحدة. تبلغ مساحتها 103.5 (كم²)، وترتفع عن سطح البحر 241 م، بلغ عدد سكانها 2121 نسمة في عام 2010 حسب إحصاء مكتب تعداد الولايات المتحدة وتصل الكثافة السكانية فيها 20.5 نسمة/كم2.

## أعلام
- هابارد إل. هارت
- جون دبليو. فيلبس
- بنجامين كاربنتر
- أدولف بوش
- تشارلز إي. فيلبس

## وصلات خارجية
- The US50 - Cities and Towns in Vermont State
- Vermont Cities and Towns, Facts, Map, Flag, Colleges, Government, and More